# Esclavage en Mauritanie
L'esclavage en Mauritanie concernerait environ 43 000 personnes soit 1,2 % de la population en 2018 (estimation des ONG sans études). Cependant, les autorités tentent officiellement d'éradiquer ce phénomène. La Rapporteuse spéciale de l'ONU sur les formes contemporaines de l'esclavage Urmila Bhoola (en) a salué le 21 août 2015 les mesures adoptées par le gouvernement mauritanien pour éradiquer toutes les formes d'esclavage dans le pays. En effet la nouvelle loi rectifie et endurcit les peines de celle de 2007 incriminant l’esclavage mais qui n'avait pu être appliquée en raison du coup d'État de 2008. Néanmoins, la veille, le 20 août 2015, Biram Dah Abeid, figure emblématique de la lutte contre l'esclavage moderne, était condamné en appel à 2 ans d'emprisonnement.

## Histoire, abolitions et résiliences

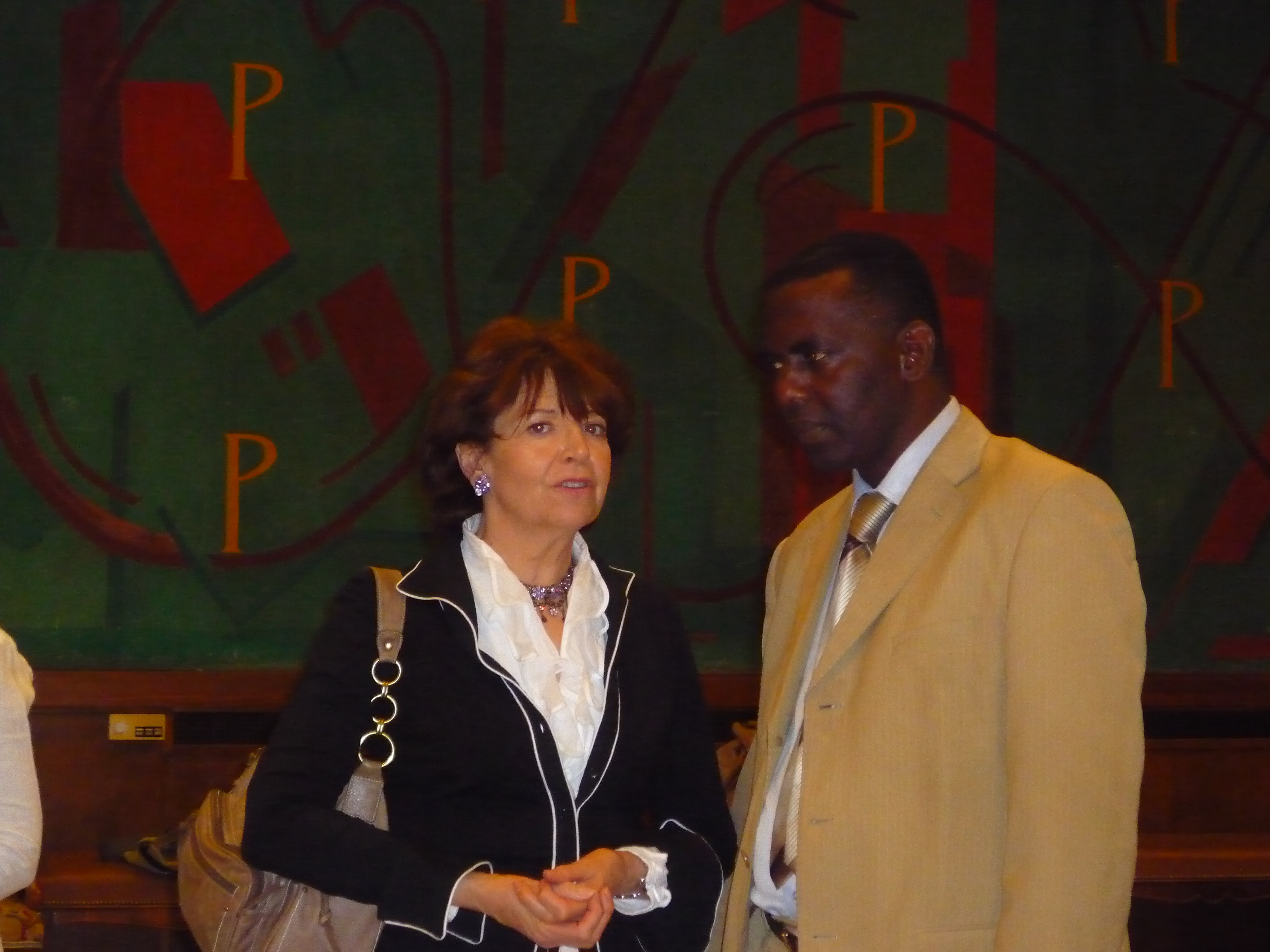
En 2009, le militant anti-esclavagiste Biram Ould Dah Ould Abeid a été condamné à six mois de prison pour avoir participé à un rassemblement non autorisé.

L'esclavage dans la région remonte à l'antiquité. Il a été aboli au XXe siècle, la première fois en 1905 par un décret des autorités coloniales françaises. 
Dans son livre À l'ombre de Jules Verne, l'écrivain Malick Diarra rapporte comment, à l'âge de six ans,  il fut enlevé le 14 juillet 1951 à Ndar (Saint-Louis, Sénégal) par des nomades venus de Mauritanie et fut vendu par eux comme esclave, sur "le grand marché d'esclaves" de Moudjeria. 
La Constitution de la Mauritanie de 1961 proclame l'égalité entre les citoyens mais ne mentionne pas l'esclavage. En 1980, le Comité militaire de salut national présidé par Mohamed Khouna Ould Haidalla fait adopter la charia, les textes juridiques fondamentaux sont révisés par les jurisconsultes pour être mis en conformité et il en résulte entre autres l’ordonnance no 081-234 du 9 novembre 1981 abolissant officiellement l'esclavage, après une enquête, « le gouvernement estime que l’esclavage en tant qu’institution n’existait plus en Mauritanie et que seules subsistaient certaines de ses séquelles au niveau des mentalités ». Malgré ces abolitions et les estimations officielles, sociologues, historiens et associations des droits de l'homme considèrent que l'esclavage héréditaire persiste au sein de la société mauritanienne : privation de libertés dès la naissance, maltraitances, et trafics d'êtres humains,.
Le 25 mars 2007, Sidi Mohamed Ould Cheikh Abdallahi est élu président de la République lors des premières élections libres depuis l'indépendance. Il fait adopter par le parlement la loi no 2007–048 du 3 septembre 2007 portant incrimination de l'esclavage et réprimant les pratiques esclavagistes, son article 4 prévoit que « Quiconque réduit autrui en esclavage ou incite à aliéner sa liberté ou sa dignité ou celle d'une personne à sa charge ou sous sa tutelle, pour être réduite en esclave, est puni d'une peine d'emprisonnement de cinq à dix ans et d'une amende de cinq cent mille Ouguiyas à un million d'Ouguiyas », la loi punit aussi les fonctionnaires et juges ne portant pas assistance aux esclaves, l'apologie de l'esclavage, les complicités et les récidives.
Le coup d'État d'août 2008 met fin à l'expérience démocratique. Malgré l'inscription dans la révision de 2012 de la Constitution, les dispositions de la loi de 2007 ne sont plus appliquées et en 2014, plusieurs militants antiesclavagistes sont arrêtés.
Un rapport de l'ONG Walk Free sorti en 2014 sur toutes les formes de l'exploitation humaine a classé la Mauritanie à la tête des pays où il y a un taux des plus élevés avec environ 4 % de la population en 2014.
Le parlement mauritanien a adopté le 13 août 2015 une nouvelle loi contre l'esclavage qui le considère comme un crime contre l'humanité et incriminant ses pratiques avec des peines de 10 à 20 ans. Cette nouvelle loi est saluée par la Rapporteure spéciale de l'ONU sur les formes contemporaines de l'esclavage Urmila Bhoola.
Malgré son abolition par trois fois, en 1905, en 1981 et en 2007, l’esclavage persiste en Mauritanie et les militants anti-esclavagistes sont toujours poursuivis et arrêtés,.
L'envoi de jeunes Mauritaniennes pauvres vers l'Arabie saoudite où elles sont exploitées, et parfois tuées, est considéré comme une forme d'esclavage.

## Composition et structures
Il concerne en premier lieu les Haratines qui travailleraient encore en partie comme esclaves pour les « Maures blancs » ou Bidhans (ou Beïdhane, des Berbères ou Berbères-Arabes). À côté des Haratines et des Bidhans, d'autres ethnies dites « noires », Peuls, Soninkés et Wolofs, peuplant la Mauritanie ont, selon la sociologue mauritanienne Amel Daddah, « traditionnellement entretenu en leur sein des systèmes de production de type esclavagiste ». Cependant, si la dimension raciale fait partie du phénomène, il est aussi lié au système de castes et à l'économie.[pas clair]
Des organisations en Mauritanie comme El Hor, SOS Esclaves et IRA Mauritanie luttent contre l'esclavage.